# Willem II in het seizoen 2007/08 (vrouwen)
Het seizoen 2007/2008 is het 1e jaar in het bestaan van de Tilburgse vrouwenvoetbalclub Willem II. De club kwam uit in de Eredivisie en heeft deelgenomen aan het toernooi om de KNVB beker.

## Wedstrijdstatistieken

### Eredivisie
|       | AZ    | FC Utrecht | ADO Den Haag | FC Twente | sc Heerenveen |
| ----- | ----- | ---------- | ------------ | --------- | ------------- |
| Thuis | 0 – 0 | 0 – 5      | 1 – 1        | 5 – 2     | 3 – 0         |
| Uit   | 2 – 1 | 1 – 0      | 1 – 0        | 2 – 0     | 0 – 5         |
|       |       |            |              |           |               |
| Thuis | 2 – 2 | 1 – 0      | 3 – 0        | 2 – 0     | 5 – 2         |
| Uit   | 1 – 0 | 0 – 3      | 1 – 4        | 0 – 5     | 1 – 1         |

### KNVB beker
| 2e ronde                                   | Willem II | 6 – 0 (? – 0) | VV Tolbert                                                                |  |
| Plaats: Tilburg Koning Willem II-stadion   | |               | Onbekend                                                                  |  |
| Achtste finale                             | Ter Leede | 1 – 4 (0 – 4) | Willem II                                                                 |  |
| Plaats: Sassenheim Sportpark De Roodemolen | 61' Yvonne van de Bosch |               | 4' Karin Stevens 7' Shirley Kocacinar 10' Karin Stevens 35' Karin Stevens |  |
| Kwart finale                               | Willem II | 9 – 0 (4 – 0) | RCL                                                                       |  |
| Plaats: Tilburg Koning Willem II-stadion   | 6' Femke Maes 22' Femke Maes 31' Karin Stevens 39' Dominique Vugts 71' Karin Stevens 79' Kirsten van de Ven 81' Stephanie Harmsen 85' Jette van Vlerken 89' Denise Coehoorn |               |                                                                           |  |
| Halve finale                               | Willem II | 0 – 2 (0 – 1) | FC Twente                                                                 |  |
| Plaats: Tilburg Sportcomplex Bijstervelden | |               | 44' Anouk Dekker 60' Marlous Pieëte                                       |  |

## Statistieken Willem II 2007/2008

### Eindstand Willem II Vrouwen in de Eredivisie 2007 / 2008
| Stand | Gespeeld | Gewonnen | Gelijk | Verloren | Punten | Doelpunten voor | Doelpunten tegen | Gele kaarten | Rode kaarten |
| ----- | -------- | -------- | ------ | -------- | ------ | --------------- | ---------------- | ------------ | ------------ |
| 2e    | 20       | 10       | 4      | 6        | 34     | 41              | 21               | –            | –            |

### Topscorers
| #      | Naam            | Goal |
| ------ | --------------- | ---- |
| 1.     | Karin Stevens   | 20   |
| 2.     | Dominique Vugts | 9    |
| 3.     | Femke Maes      | 4    |
| –      | Onbekend        | 8    |
| Totaal | Totaal          | 41   |

| #      | Naam                        | Goal |
| ------ | --------------------------- | ---- |
| 1.     | Karin Stevens               | 5    |
| 2.     | Femke Maes                  | 2    |
| 3.     | Denise Coehoorn             | 1    |
| 3.     | Stephanie Harmsen           | 1    |
| 3.     | Shirley Kocacinar           | 1    |
| 3.     | Kirsten van de Ven          | 1    |
| 3.     | Jette van Vlerken           | 1    |
| 3.     | Dominique Vugts             | 1    |
| –      | Onbekend (Tegen VV Tolbert) | 6    |
| Totaal | Totaal                      | 19   |